# Walter Buhle

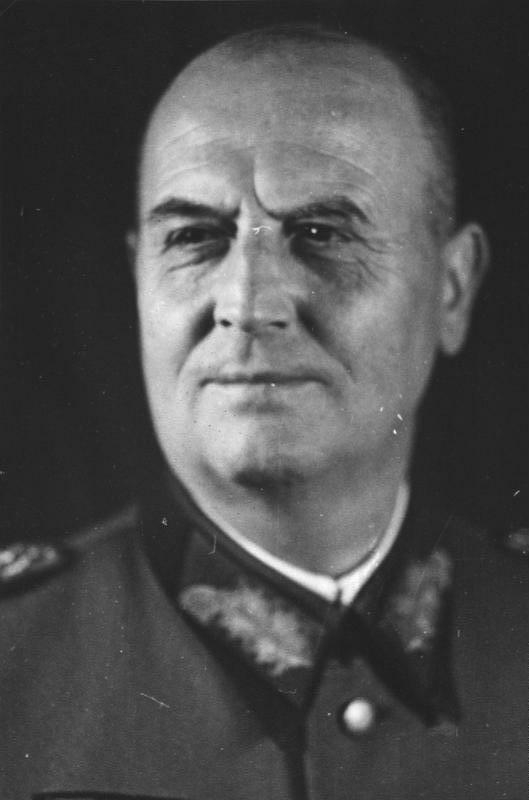
Walter Buhle (1944)

Walter Buhle (* 26. Oktober 1894 in Heilbronn; † 28. Dezember 1959 in Stuttgart) war ein deutscher General der Infanterie und Chef des Heeresstabes im Oberkommando der Wehrmacht sowie Chef des Heereswaffenamtes im Zweiten Weltkrieg.

## Leben
Buhle trat am 10. Oktober 1913 als Fahnenjunker-Gefreiter in das Infanterie-Regiment „König Wilhelm I.“ (6. Württembergisches) Nr. 124 der Württembergischen Armee ein. Auf der Kriegsschule in Bad Hersfeld wurde er am 1. Dezember 1913 zunächst zum Fahnenjunker-Unteroffizier und am 22. März 1914 zum Fähnrich befördert. Bei Ausbruch des Ersten Weltkriegs kehrte er zu seinem Regiment zurück und war mit diesem an der Westfront im Einsatz. Im April 1915 wechselte Leutnant Buhle (seit 7. August 1914) zum Füsilier-Regiment „Kaiser Franz Josef von Österreich, König von Ungarn“ (4. Württembergisches) Nr. 122 und wurde dort schwer verwundet. Nach seiner Genesung wechselte er zur Pioniertruppe, wurde Ende März 1918 Oberleutnant und bekleidete bis Kriegsende verschiedene Verwendungen. Neben beiden Klassen des Eisernen Kreuzes wurde Buhle mit dem Ritterkreuz des Militärverdienstordens, dem Ritterkreuz des 
Königlichen Hausordens von Hohenzollern mit Schwertern sowie dem Verwundetenabzeichen in Schwarz ausgezeichnet.
Nach Kriegsende erfolgte seine Übernahme in die Reichswehr. Dort tat Buhle u. a. als Kompaniechef Dienst und wurde am 1. April 1926 zum Hauptmann in der Heeresabteilung T1 des Truppenamtes in Berlin befördert. Es folgten weitere Verwendungen im Reichswehrministerium. Buhle war ab 1. Oktober 1930 bis 1. Dezember 1932 Kompaniechef im 13. (Württembergisches) Infanterie-Regiment. Anschließend wechselte er wieder nach Berlin ins Reichswehrministerium und wurde dort am 1. Oktober 1933 zunächst zum Major und am 1. April 1936 zum Oberstleutnant befördert. Ab 6. Oktober 1936 übernahm er als Kommandeur bis zum 12. Oktober 1937 das II. Bataillon des Infanterie-Regiments 87. Anschließend wechselte er als Chef des Operationsstabes zum V. Armee-Korps. Am 10. November 1938 wurde er zum Oberkommando des Heeres nach Berlin versetzt und dort am 1. Januar 1939 zum Oberst befördert.
Bei der Mobilmachung anlässlich des Zweiten Weltkriegs und dem Überfall auf Polen wurde Buhle am 26. August 1939 zum Leiter der Operationsabteilung im Oberkommando des Heeres ernannt. Diese Position hatte er unter Beförderung zum Generalmajor (1. August 1940) bis zum 21. Januar 1942 inne. Anschließend wurde er im Februar 1942 zum Chef des Heeresstabes im Oberkommando der Wehrmacht, am 1. April 1942 zum Generalleutnant und am 1. April 1944 zum General der Infanterie befördert. Bei dem von zahlreichen Mitwirkenden verübten Attentat vom 20. Juli 1944 in der Wolfsschanze wurde er leicht verwundet und mit dem Verwundetenabzeichen 20. Juli 1944 ausgezeichnet. Am 1. Februar 1945 wurde Buhle zum Chef des Heereswaffenamts ernannt und blieb dies bis Kriegsende. Anfang April übergab er das von ihm entdeckte Tagebuch von Admiral Wilhelm Canaris an die Gestapo, die dessen Todesurteil veranlasste. Bei der Kapitulation der Wehrmacht geriet er in US-amerikanische Kriegsgefangenschaft, aus der er im Juni 1947 entlassen wurde.